# 神緒ゆいは髪を結い
『神緒ゆいは髪を結い』（かみおゆいはかみをゆい）は、椎橋寛による日本の漫画。『週刊少年ジャンプ』（集英社）において、2019年15号から2019年52号まで連載された。

## 登場人物

### 主要人物
神緒 ゆい（かみお ゆい）
白と黒、2つの人格を持つ少女。鎖で髪を結うかどうかで人格が入れ替わる。
白ゆい（結った時）
品行方正で非の打ちどころがない優等生。
黒ゆい（解いた時）
数々の伝説を持つ元スケバン。
園宮 鍵斗（そのみや きぃと）
完璧勝ち組の高校生。黒ゆいに翻弄されつつも、白ゆいに惚れている。
恵比寿野 奈央（えびすの なお）
神緒ゆいの幼なじみ。鎖で髪を結う役目を担う。

## 反響
第1話が掲載された時点では、インパクトのある設定と椎橋の画力により好評を得ていた。読後にゆいについて知った読者から、黒と白のゆいが同一人物であることに驚いたという意見があった。椎橋のファンからは「椎橋らしさが全開」であると期待の声が上がっていた。

## 制作背景
椎橋は本作が久々の週刊連載作品であったため、「明るく楽しい元気が出る漫画を描いていきたい」と考え、執筆をしている。

## 書誌情報
- 椎橋寛『神緒ゆいは髪を結い』集英社〈ジャンプコミックス〉、全4巻
  1. 2019年7月4日発売[3][4]、ISBN 978-4-08-881883-2
  2. 2019年9月4日発売[5]、ISBN 978-4-08-882052-1
  3. 2019年12月4日発売[6]、ISBN 978-4-08-882143-6
  4. 2020年2月4日発売[7]、ISBN 978-4-08-882203-7